# Molinicos
Molinicos är en spansk stad och kommun i provinsen Albacete i Kastilien-La Mancha. Kommunen hade 1.060 invånare år 2010.

## Galleri

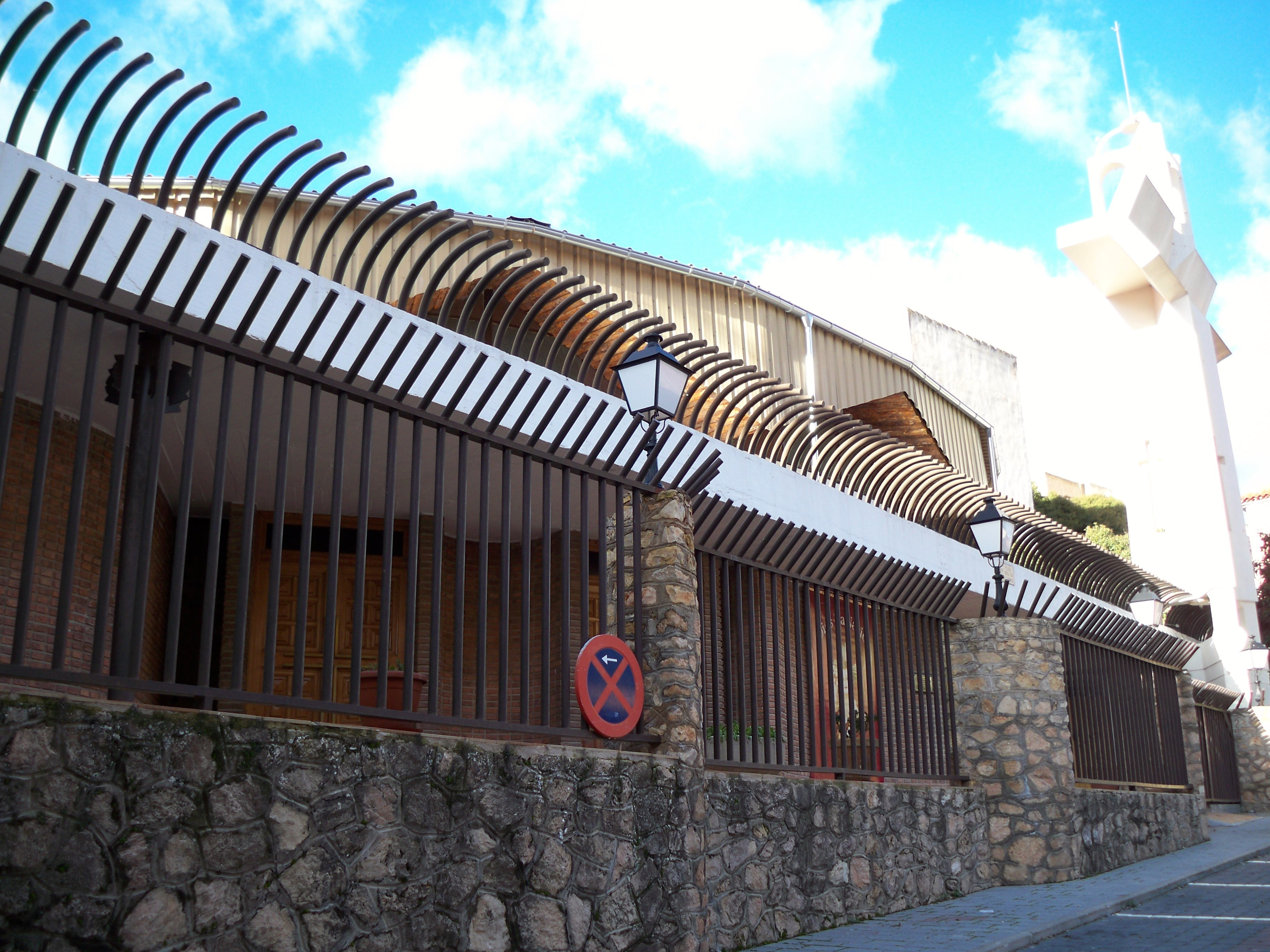
Kyrka i Molinicos, Spanien
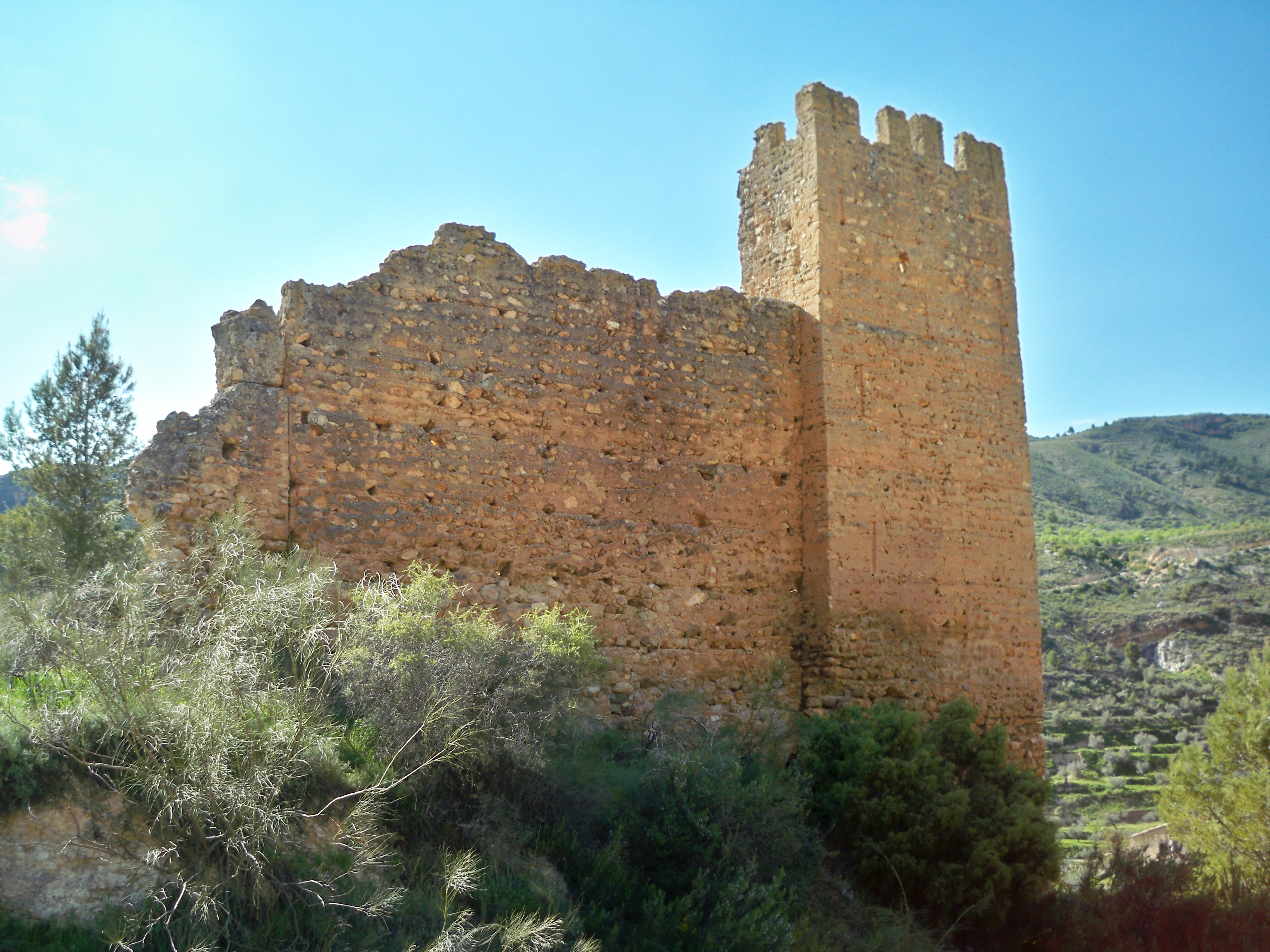
Citadellet i Molinicos